# Joan Gibert i Camins

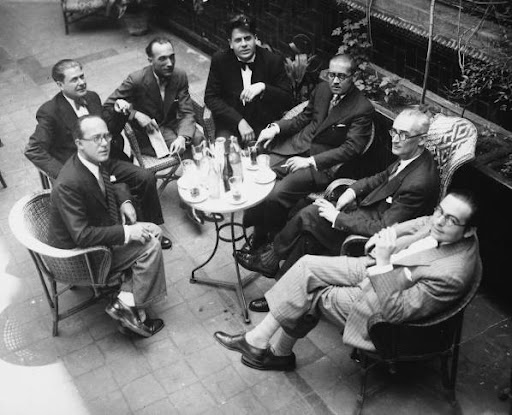
Unabhängige Komponisten Kataloniens (CIC). Von links nach rechts: Robert Gerhard, Agustí Grau, Joan Gibert i Camins, Eduard Toldrà, Manuel Blancafort, Baltasar Samper und Ricard Lamote de Grignon. Auf dem Bild fehlt Frederic Mompou. (1931)

Joan Gibert i Camins (* 12. März 1890 in Barcelona; † 9. August 1966 ebenda) war ein katalanischer Pianist, Cembalist, Komponist und Musikpädagoge. Er war ein großer Kenner der Alten Musik und brachte das Cembalo wieder in die Konzertsäle Kataloniens.

## Leben und Werk
Joan Gibert studierte am Städtischen Konservatorium von Barcelona bei Lluís Millet und Robert Goberna. Im Alter von 15 Jahren debütierte 1905 in einem öffentlichen Konzert in Barcelona. Von 1920 bis 1928 absolvierte er Vertiefungsstudien in Paris bei Alfred Cortot, Vincent d’Indy und Wanda Landowska.
1928 kehrte er nach Barcelona zurück und beteiligte sich auf bemerkenswerte Weise am Musikleben der Stadt. Er gab zahlreiche Klavier- und Cembalokonzerte und wurde von Künstlern wie Lilly Ulanowsky, Conchita Badía, Concepción Callao, Mercè Plantada und Alícia Halffter begleitet. Er war auch Mitglied des von Pau Casals dirigierten Chopin-Festival-Orchesters von 1931, des von Joan Lamote de Grignon dirigierten Bach-Festival-Orchesters von 1932, des Iberia-Quartettes und der von Pau Casals ins Leben gerufenen Associació Obrera de Concerts (Arbeiterkonzertvereinigung). Gibert war Mitbegründer der Compositors Independents de Catalunya (CIC). Dieses sogenannte CIC war auch stark an Fragen der Musikpädagogik interessiert, so dass Gibert mit den Musikprofessoren Ainaud, Cervera und E. Gibert Camins (Joan Giberts Bruder) einen musikalischen Bildungsplan für die Grundschulen in Katalonien entwickelte.
1945 wurde er zum Professor für Cembalo und zwei Jahre später auch zum Professor für das Fach Klavier ernannt. Er schrieb häufig Musikkritiken für die Revista Musical Catalana, für La Publicitat und für französische Presseorgane. Er leistete einen wichtigen Beitrag bei der Reetablierung der Musikkultur nach dem Spanischen Bürgerkrieg in Katalonien.
Als Komponist hat Gibert einige Werke für Klavier, Gesang und Chor geschaffen.